# سلاح الجو الكرواتي
القوات الجوية لدولة كرواتيا المستقلة ( (بالكرواتية: Zrakoplovstvo Nezavisne Države Hrvatske)‏ .ZNDH)، كانت القوة الجوية لدولة كرواتيا المستقلة، وهي دولة عميلة تأسست بدعم من قوى المحور على أراضي مملكة يوغوسلافيا خلال الحرب العالمية الثانية. تأسست تحت السلطة الألمانية في أبريل 1941، في أعقاب غزو المحور لبوغوسلافيا.
على الرغم من أنه لا يمكن اعتباره سلاحا جويًا كبيرًا في السياق الأوسع للحرب العالمية الثانية، إلا أنه أمتلك طائرات بين أبريل 1941 ومايو 1945، بالإضافة إلى وحدات مضادة للطائرات والمظليين.. من البدايات المتواضعة في عام 1941، كان سلاح الجو هذا لا يزال يقدم بعض الدعم الجوي (المقاتلات والهجوم والنقل) حتى الأيام الأخيرة من الحرب العالمية الثانية في أوروبا.
احتفظ بمدرسة للتدريب على الطيران مجهزة بالطائرات الشراعية والمدربين، في الأصل في مطار راجلوفاتش بالقرب من سراييفو ثم في مطاري فيليكا غوريكا وبليزو في زغرب.  تقع مدرسة المظليين في كوبريفنيكا. 

## القادة
- فلاديمير كرين (1941-1943)
- أدلبرت روجولجا (1943-1944)
- فلاديمير كرين (1944-1945)

## الخدمات
| طائرة مقاتلة        | رقم | صف دراسي       | الأصل                       |
| ------------------- | --- | -------------- | --------------------------- |
| مسرشميت بي اف 109   | 50+ | مقاتل          | وصلة=\|حدود ألمانيا النازية |
| موران سولنييه MS406 | 48  | مقاتل          | وصلة=\|حدود فرنسا           |
| فيات G.50           | 30+ | مقاتل          | وصلة=\|حدود إيطاليا         |
| Macchi C.202        | 18  | مقاتل          | وصلة=\|حدود إيطاليا         |
| Macchi C.205        | 4   | مقاتل          | وصلة=\|حدود إيطاليا         |
| فيات CR.42          | 10+ | مقاتل          | وصلة=\|حدود إيطاليا         |
| ماسرشميت بي إف 110  | 2   | مقاتل          | وصلة=\|حدود ألمانيا النازية |
| Avia BH-33          | 7   | مقاتل المدربين | وصلة=\|حدود تشيكوسلوفاكيا   |
| إيكاروس IK-2        | 4   | مقاتل          | وصلة=\|حدود يوغوسلافيا      |

| طائرة قاذفة              | رقم | صف دراسي              | الأصل                       |
| ------------------------ | --- | --------------------- | --------------------------- |
| دورنير دو 17 ك           | 11  | مفجر                  | وصلة=\|حدود يوغوسلافيا      |
| دورنير دو 17 إي          | 30  | مفجر                  | وصلة=\|حدود ألمانيا النازية |
| دورنير دو 17 ز           | 21  | مفجر                  | وصلة=\|حدود ألمانيا النازية |
| بريستول بلينهايم         | 8   | مفجر                  | وصلة=\|حدود المملكة المتحدة |
| Savoia-Marchetti SM.79   | 2   | مفجر                  | وصلة=\|حدود إيطاليا         |
| CANT Z.1007              | 10  | مفجر                  | وصلة=\|حدود إيطاليا         |
| فيات BR.20               | 6   | مفجر                  | وصلة=\|حدود إيطاليا         |
| أفيا فوكر F.39           | 1   | مفجر                  | وصلة=\|حدود تشيكوسلوفاكيا   |
| Caproni Ca.310           | 7   | مفجر / المرافق العامة | وصلة=\|حدود إيطاليا         |
| Caproni Ca.311 / 313/314 | 16  | مفجر / المرافق العامة | وصلة=\|حدود إيطاليا         |
| يونكرز يو 87             | 15  | قاذفة الغطس           | وصلة=\|حدود ألمانيا النازية |

| طائرات النقل     | رقم | صف دراسي  | الأصل                       |
| ---------------- | --- | --------- | --------------------------- |
| فوكر إف السابعة  | 7   | المواصلات | وصلة=\|حدود تشيكوسلوفاكيا   |
| Avia Fokker F.IX | 2   | المواصلات | وصلة=\|حدود تشيكوسلوفاكيا   |
| يونكرز جو 52     | 1   | المواصلات | وصلة=\|حدود ألمانيا النازية |
| يونكرز دبليو 34  | 4   | المواصلات | وصلة=\|حدود ألمانيا النازية |
| ايرسبيد إينفوي   | 2   | المواصلات | وصلة=\|حدود المملكة المتحدة |

| طائرة مدرب المنفعة          | رقم  | صف دراسي                 | الأصل                       |
| --------------------------- | ---- | ------------------------ | --------------------------- |
| بريجيت 19                   | 50   | استطلاع / المرافق العامة | وصلة=\|حدود فرنسا           |
| بوتيز 25                    | 42   | استطلاع / المرافق العامة | وصلة=\|حدود فرنسا           |
| Fieseler Fi 156             | 11   | خدمة                     | وصلة=\|حدود ألمانيا النازية |
| Fieseler Fi 167             | 8-12 | خدمة                     | وصلة=\|حدود ألمانيا النازية |
| دي هافيلاند Puss العثة DH80 | 2    | خدمة                     | وصلة=\|حدود المملكة المتحدة |
| RWD-13                      | 1    | خدمة                     | وصلة=\|حدود بولندا          |
| بينيس ميراس بيتا مينور      | 25   | المدرب / المرافق العامة  | وصلة=\|حدود تشيكوسلوفاكيا   |
| بوكر بو 181 بيستمان         | 22   | المدرب / المرافق العامة  | وصلة=\|حدود ألمانيا النازية |
| سيمان 200                   | 25   | مدرب                     | وصلة=\|حدود إيطاليا         |
| سيمان 202                   | 2    | المدرب / المرافق العامة  | وصلة=\|حدود إيطاليا         |
| AVIA FL.3                   | 20   | المدرب / المرافق العامة  | وصلة=\|حدود إيطاليا         |
| Rogožarski SIM-XI           | 1    | مدرب                     | وصلة=\|حدود يوغوسلافيا      |
| Rogožarski SIM-Х            | 1    | مدرب                     | وصلة=\|حدود يوغوسلافيا      |
| Rogožarski PVT              | 15   | مدرب / هجوم              | وصلة=\|حدود يوغوسلافيا      |
| إيكاروس MM-2                | 1    | مقاتل المدربين           | وصلة=\|حدود يوغوسلافيا      |
| Rogožarski R-100            | 11   | مقاتلة مدرب / هجوم       | وصلة=\|حدود يوغوسلافيا      |
| بوكر بو 131                 | 46   | المدرب / المرافق العامة  | وصلة=\|حدود ألمانيا النازية |
| بوكر بو 133                 | 10   | المدرب / المرافق العامة  | وصلة=\|حدود ألمانيا النازية |
| Zmaj Fizir FN               | 20   | مدرب                     | وصلة=\|حدود يوغوسلافيا      |
| Zmaj Fizir FP-2             | 23   | المدرب / المرافق العامة  | وصلة=\|حدود يوغوسلافيا      |

المصدر: ليكسو وكاناك (1998 ، ص.   78) 

## مجلة
نشر سلاح الجو هذا مجلة أسبوعية تسمى Hrvatska Krila (الأجنحة الكرواتية). 